# 八穀增三
鹿豹座5，又名BD+55 941，HD 30958、SAO 24904、HR 1555，是鹿豹座的一颗恒星，视星等为5.52，位于銀經153.07，銀緯7.36，其B1900.0坐标为赤經4h 46m 52.4s，赤緯+55° 7.36′ 39″。